# Броштень (Продулешть, Димбовіца)
Броштень, Броштені (рум. Broșteni) — село у повіті Димбовіца в Румунії. Входить до складу комуни Продулешть.
Село розташоване на відстані 56 км на північний захід від Бухареста, 23 км на південь від Тирговіште, 141 км на схід від Крайови, 104 км на південь від Брашова.

## Населення
За даними перепису населення 2002 року у селі проживали 1143 особи, з них 1140 осіб (99,7%) румунів. Рідною мовою 1140 осіб (99,7%) назвали румунську.